# فلگبورگ
فلگبورگ (به انگلیسی: Fleggburgh) یک روستا و محله مدنی در بریتانیا است که در Great Yarmouth واقع شده‌است. فلگبورگ ۱۲٫۰۴ کیلومتر مربع مساحت و ۹۴۸ نفر جمعیت دارد.